# Нордік (Вайомінг)
Нордік (англ. Nordic) — переписна місцевість (CDP) в США, в окрузі Лінкольн штату Вайомінг. Населення — 628 осіб (2020).

## Географія
Нордік розташований за координатами 43°4′46″ пн. ш. 110°59′29″ зх. д. / 43.07944° пн. ш. 110.99139° зх. д. (43.079317, -110.991324).  За даними Бюро перепису населення США в 2010 році переписна місцевість мала площу 13,08 км², уся площа — суходіл.

## Демографія
Згідно з переписом 2010 року, у переписній місцевості мешкали 602 особи в 224 домогосподарствах у складі 171 родини. Густота населення становила 46 осіб/км².  Було 262 помешкання (20/км²).
Расовий склад населення:
| - 97,0 % — білих - 0,2 % — корінних американців - 0,2 % — азіатів - 1,8 % — осіб інших рас |

До двох чи більше рас належало 0,8 %. Частка іспаномовних становила 3,7 % від усіх жителів.
За віковим діапазоном населення розподілялося таким чином: 28,4 % — особи молодші 18 років, 64,8 % — особи у віці 18—64 років, 6,8 % — особи у віці 65 років та старші. Медіана віку мешканця становила 37,9 року. На 100 осіб жіночої статі у переписній місцевості припадало 110,5 чоловіків;  на 100 жінок у віці від 18 років та старших — 103,3 чоловіків також старших 18 років.
Середній дохід на одне домашнє господарство  становив 88 614 долари США (медіана — 92 821), а середній дохід на одну сім'ю — 95 667 доларів (медіана — 93 729). 
Цивільне працевлаштоване населення становило 479 осіб. Основні галузі зайнятості: роздрібна торгівля — 26,9 %, будівництво — 20,9 %, сільське господарство, лісництво, риболовля — 14,2 %, освіта, охорона здоров'я та соціальна допомога — 11,5 %.